# Les Erreurs d'Alcide
Les Erreurs d'Alcide est une pièce de théâtre de Jules Verne, Émile Abraham et Georges Maurens.

## Description
Il ne reste de cette pièce que le deuxième acte. 
La pièce est annoncée dès juillet 1883 sous les titres Les Erreurs d'Alcide Poifrineux puis Les Erreurs d'Alcide et devait être jouée au théâtre de Cluny. Malheureusement, la direction du théâtre change et décide de ne pas la monter. 